# Harry Golombek

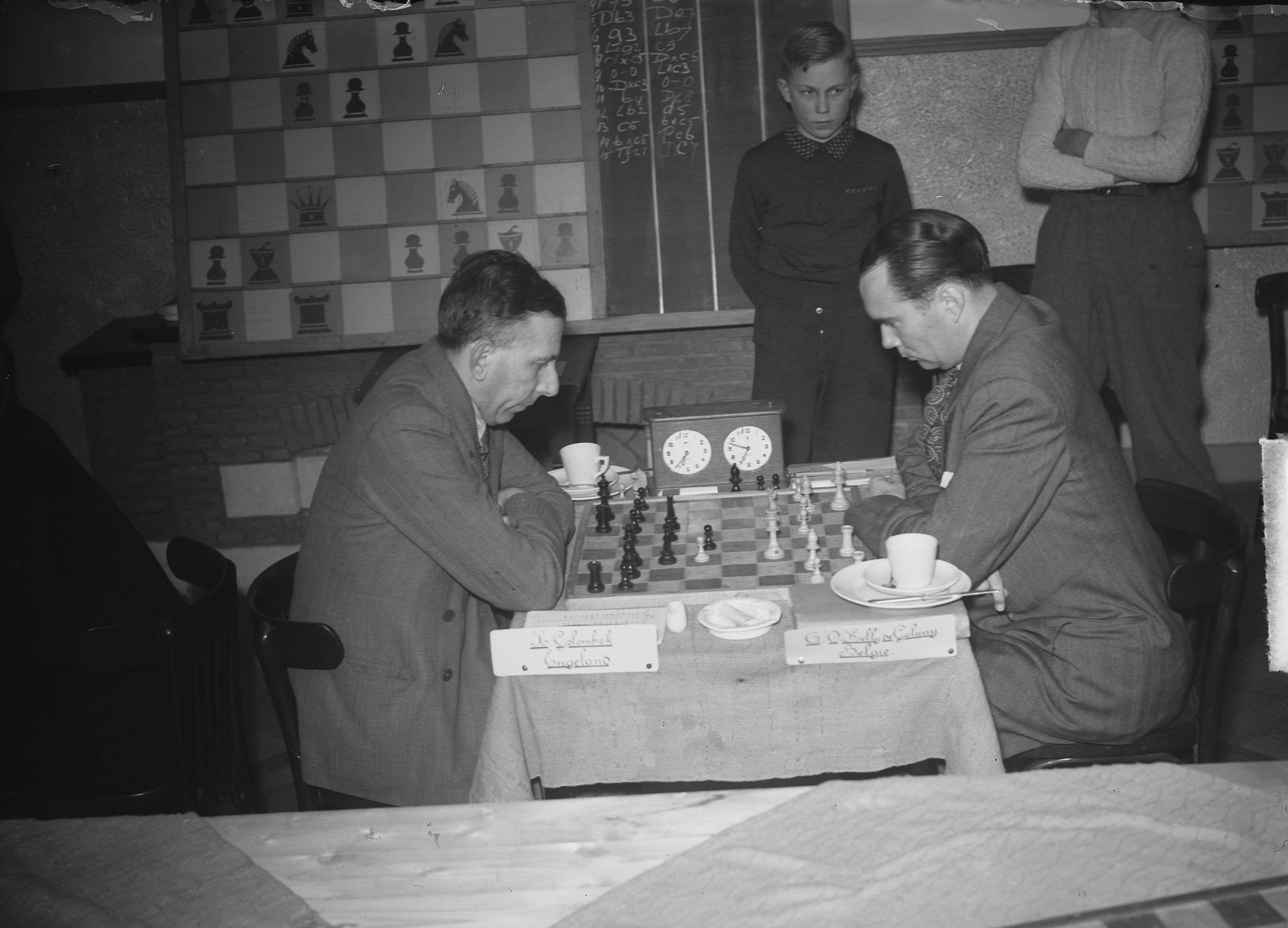
Hoogovens 1949: Golombek vs. Alberic O'Kelly de Galway

Harry Golombek (1 maart 1911 - 7 januari 1995) was een Britse schaker.
In 1950 behaalde hij de meester titel en in 1985 werd hij grootmeester FIDE.
In 1952 won hij het grote toernooi te Hastings. Golombek was ook correspondent van The Times. Verder was hij drie keer schaakkampioen van Groot-Brittannië en hij heeft acht keer met de Schaakolympiade mee gespeeld. In 1977 verscheen zijn boek "A History of Chess" en daarnaast heeft hij nog een groot aantal schaakboeken geschreven.